# Öffentlicher mobiler Landfunkdienst
Der öffentliche mobile Landfunkdienst ist eine Unterkategorie des mobilen Landfunkdienstes.
Bis Ende 1994 wurde in Deutschland durch das Bundesministerium für Post und Telekommunikation, damals nationale Frequenzverwaltung und Hoheitsträger für Frequenznutzungen, der Begriff „öffentlicher beweglicher Landfunkdienst“ verwendet, der heute nicht mehr gültig ist. Beispielhaft hierfür sind die damaligen Funkanwendungen Funkrufdienst, Autotelefon, A-Netz, B-Netz und C-Netz.
Im Allgemeinen bezeichnet der Begriff eine drahtlose Kommunikationsform, bei der eine Funkverbindung zwischen zwei mobilen terrestrischen Funkstellen oder einer mobilen terrestrischen Funkstelle und einer festen terrestrischen Funkstelle hergestellt werden kann, und die der Übermittlung, Aussendung oder dem Empfang von Zeichen, Signalen, Schriftzeichen, Bildern, Lauten oder Nachrichten jeder Art dient. Gemäß VO Funk ist dieser Funkdienst wie folgt einzuordnen:
- Mobilfunkdienst (VO Funk, Artikel 1.24):
  - Mobilfunkdienst über Satelliten 1.25
  - mobiler Landfunkdienst 1.26
    - öffentlicher mobiler Landfunkdienst
    - Nichtöffentlicher mobiler Landfunkdienst